# 3645 Fabini
3645 Fabini eller 1981 QZ är en asteroid i huvudbältet som upptäcktes den 28 augusti 1981 av den tjeckiske astronomen Antonín Mrkos vid Kleť-observatoriet i Tjeckien. Den är uppkallad efter den slovakiske astronomen Tatiana Fabini.
Asteroiden har en diameter på ungefär 19 kilometer.